# Mose Rieti
Mose Rieti (Mose di Rieti; * 1388 in Rieti; † nach 1460) war ein hebräischer Dichter, Arzt und Rabbiner in Rom.
Am bekanntesten ist sein Werk mikdasch meat („Heiligtum im Kleinen“), ein Lehrgedicht in Terzinen und hebräisches Gegenstück zur Divina Commedia von Dante.
Mose Rieti war Leibarzt von Papst Pius II.